# Anatoli Tsikounov
 (janvier 2023).
Si vous disposez d'ouvrages ou d'articles de référence ou si vous connaissez des sites web de qualité traitant du thème abordé ici, merci de compléter l'article en donnant les références utiles à sa vérifiabilité et en les liant à la section « Notes et références ».
Anatoli Kouzmitch Tsikounov (pseud. A. Kouzmitch, en russe : Анатолий Кузьмич Цикунов), né le 27 novembre 1933 à Smolensk et décédé le 20 mai 1991 à Nijnevartovsk, est un économiste soviétique, publiciste, essayiste et écrivain.

## Biographie
Le père d'Anatoli Tsikounov est mort au front. Sa mère était ouvrière. Anatoli part pour Gorki, entra à l'école fluviale, après quoi il travaille comme mécanicien dans la compagnie maritime de Barnaoul. À cette époque, il commence à écrire ses premiers poèmes et nouvelles. De retour à Smolensk, A. Tsikounov travaille dans le journal Smena en tant que travailleur littéraire. Entrant à l'Institut d'État des relations internationales de Moscou, Anatoli Tsikounov étudie ensuite à l'université russe de l'Amitié des peuples (université Patrice Lumumba) à la Faculté d'économie et de droit. Après l'université, il entre à l'école doctorale.
Il travaille à l'Institut des Affaires juridiques de l'Union soviétique. Tsikounov travaille dans le journalisme. Lors d'un voyage d'affaires à Nijnevartovsk le matin du 20 mai 1991, il est retrouvé mort dans une chambre d'hôtel. Les circonstances du décès ne sont pas claires. Il a été publié dans les journaux Résurrection, Le Messager russe, Domostroï, dans le magazine Jeune Garde (Molodaya Gvardiya) sous le pseudonyme A. Kouzmitch.

## Thèses
Il est connu pour ses études sur les processus d'établissement d'un contrôle international sur les ressources de la fin de l'URSS. Dans ses travaux, il a soutenu que les matières premières de la Russie sont considérées par les pays occidentaux comme un bien commun. Selon Tsikounov, la légalisation internationale de cette approche a été assurée en 1884 à Berlin par l'adoption par les principaux pays capitalistes du monde de « l'Acte de la Conférence de Berlin », qui a consolidé le principe de la soi-disant « occupation effective », dont l'essence est que tout État est obligé d'extraire efficacement les matières premières de son territoire et de les mettre en circulation, et si ses propres moyens techniques ne le permettent pas, alors permettre à d'autres pays d'exploiter les ressources du territoire.
Le terme « milliard d'or » a été inventé par Tsikounov sous son pseudonyme de Kouzmitch dans son livre de 1990 The Plot of World Government: Russia and the Golden Billion et utilisé dans ses articles. Les idées principales derrière ce terme ont été inspirées par l'ouvrage du club de Rome Les Limites à la croissance - qu'il n'y a pas assez de ressources pour tous les habitants de la Terre. Le terme a été rapidement popularisé par l'écrivain russe Sergueï Kara-Mourza et est devenu un incontournable de la pensée conspiratrice russe contemporaine.

## Publications
- Manuel / G. V. Sharmazanashvili, A. K. Tsikounov ; Ministère de l'Enseignement supérieur et secondaire spécialisé de l'URSS., Le Droit des peuples et des nations à la liberté et à l'indépendance : Critique des concepts bourgeois, Université de l'Amitié des Peuples, 1987.
- A. Kouzmitch, La Conspiration du gouvernement mondial (la Russie et le « milliard d'or), 1994 (l'édition de 1993 est également connue).
- A. Kouzmitch, Le Marché russe à la lumière de la nouvelle législation.
- A. Kouzmitch, Carte à pain ou nœud coulant autour du cou.
- A. Kouzmitch, Pourquoi les Sovfinans ne chantent pas de romances.
- A. Kouzmitch, Comment nous sommes volés par les prix.
- A. Kouzmitch, Jeux internationaux et le mystère de la Russie.
- A. Kouzmitch, La Russie et le marché (À la lumière du droit soviétique et international), 1990, chap. 4.
- A. Kouzmitch, « De la porte arrière », Domostroy, no 24,‎ 1991.